# Ribeira das Tainhas
Ribeira das Tainhas ist eine Gemeinde (Freguesia) im Kreis (Concelho) von Vila Franca do Campo auf der portugiesischen Atlantikinsel São Miguel, die zu den Azoren gehört. Auf einer Fläche von 9,6 km² leben 640 Einwohner (Stand 19. April 2021) in der Gemeinde, was einer Bevölkerungsdichte von 66,7 Einwohnern/km² entspricht.

## Geschichte
Die zuvor unbewohnte Insel São Miguel wurde ab 1439 von den Portugiesen besiedelt. Ribeira das Tainhas ist vermutlich sehr viel später entstanden. Die Gemeindekirche wurde ab 1811 errichtet. Ribeira das Tainhas blieb Teil der Gemeinde Vila Franca do Campo, bis es 1980 ausgegliedert und eine eigenständige Gemeinde im Kreis Vila Franca do Campo wurde.